# Guglielmo Pallavicino di Oberto

Stemma dei Pallavicino.

Guglielmo Pallavicino di Oberto (Scipione Castello XII secolo – 1217) è stato un nobile italiano e capostipite di tutte le linee note del ramo "Lombardo" dei Pallavicino.

## Biografia
Fu figlio di Oberto Pallavicino (?-1196?) e di una certa Mabilia. 
Nel 1198 aggredì il cardinale Pietro Capuano che passò dalle sue terre per tentare una conciliazione tra le città di Parma e Piacenza: per questo subì una scomunica da papa Innocenzo III. Solo nel 1205 venne tolta la scomunica e Guglielmo, in segno di sottomissione, concesse alla Chiesa la rocca di Landasio, nella Valmozzola.
Morì probabilmente nel 1217.
Da Guglielmo Pallavicino derivano i seguenti rami dei Pallavicino:
- Pallavicino di Scipione
- Pallavicino di Pellegrino
- Pallavicino di Stupinigi
- Signori di Bargone
- Marchesi di Ravarano

## Discendenza
Guglielmo sposò una certa Solestella dalla quale ebbe quattro figli:
- Delfino, podestà di Reggio
- Pelavicino, acquistò nel 1214 il castello di Ravarano
- Rubino (?-1258)
- Guido (?-1237), primo marchese di Bodonitsa.